# Lesueurigobius
Lesueurigobius — рід риб родини Бичкових (Gobiidae). Представники роду поширені у східній частині Атлантичного океану, включно із Середземним морем.
Рід містить 5 видів:
- Lesueurigobius friesii — Бичок Фріза
- Lesueurigobius heterofasciatus
- Lesueurigobius koumansi
- Lesueurigobius sanzi
- Lesueurigobius suerii — Бичок Лесюера